# 博丁安城堡
博丁安城堡（Bodiam Castle，/ˈboʊdiəm/），或译博迪亚姆城堡、博迪恩城堡、波定堡，位於英國東薩塞克斯羅伯茨橋博丁安村。在英法百年戰爭中的1385年，騎士愛德華·戴利格瑞治得到理查二世许可後為了防衛法軍進攻而建成了这座城堡。經過數百年後，本具國防價值的博丁安城堡，因為臨水水漾景觀設計相當特殊，被稱為「水中城堡」，成為著名觀光勝地。

## 背景
愛德華·戴利格瑞治（Edward Dalyngrigge）不是其父長子，因此沒有繼承他父親的產業。1378年他入贅一個地主家庭，因此得到了博丁安庄园。1379年至1388年間，他是薩塞克斯郡騎士（Knight of the Shire），是該郡權勢最大的人之一。在他向英王請求建造城堡的許可時，百年戰爭已經打了近半個世紀。爱德华三世为了争夺法王之位，坚持保留自己在阿基坦和加来的领土。而戴利格瑞治则和许多同时代的英格兰贵族一样，前往法国发战争财，积累了大量的财富。
1377年，理查二世即位。为了加英吉利海峡附近的守备，英格兰议会决定在英格兰南岸建立防卫设施。在加上瓦特·泰勒起义（戴利格瑞治曾参与镇压），更使得这一举措显得有必要了。1383年，博丁安庄园获得许可，开始每周举办集市，使得其经济地位提升。1385年，英王许可戴利格瑞治加强他庄园的防备能力。

## 建造

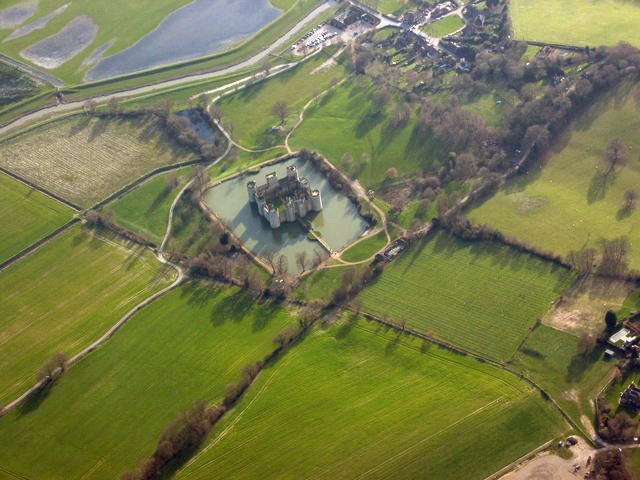
航拍图

虽然理查二世是让他把自己的庄园改建成城堡，但戴利格瑞治另外选址单独建造了这座城堡。由于受战争的威胁，其建造速度很快。戴利格瑞治随后在1386-1389年间驻扎于布雷斯特港，因此可能没有实际参与城堡的早期建设。但城堡之后仍然取代庄园，成为了他的主要住所。城堡具体完工时间没有历史记录，但应该是1392年之前。完工后不久戴利格瑞治就在1393年去世。